# Gene Bates
Gene Michael Bates (Stirling, 4 luglio 1981) è un dirigente sportivo ed ex ciclista su strada australiano.

## Palmarès

### Strada
- 1999 (Juniores)

1ª tappa Vöslauer Jugend Tour (Klosterneuburg > Wiener Neudorf)
- 2003 (Under-23)

Campionati australiani, Prova in linea Under-23
Giro delle Due Province
2ª tappa, 1ª semitappa Linz-Passau-Budweis (Linz > Passavia)
- 2004 (G.S. Podenzano)

Parma-La Spezia
- 2005 (Zalf-Fior)

Gran Premio Sovizzo-Piccola Sanremo

#### Altri successi
- 2001 (Under-23)

Classifica giovani Tour Down Under
- 2003 (Under-23)

Classifica giovani Tour Down Under
Classifica dei traguardi volanti Linz-Passau-Budweis
- 2005 (Zalf-Fior)

Classifica scalatori Tour Down Under

## Piazzamenti

### Classiche monumento
- Parigi-Roubaix

2006: ritirato
- Giro di Lombardia

2006: 96º

### Competizioni mondiali
- Campionati del mondo

Verona 1999 - In linea Junior: 97º
Lisbona 2001 - In linea Under-23: ritirato
Zolder 2002 - In linea Under-23: 111º
Hamilton 2003 - In linea Under-23: 81º